# Тетрацианоаурат(III) кобальта(II)
Тетрацианоаурат(III) кобальта(II) — неорганическое соединение, комплексная соль металлов золота, кобальта и синильной кислоты, формулой Сo[Au(CN4)]2. При нормальных условиях представляет собой оранжевое вещество. Известен кристаллогидрат состава Сo[Au(CN4)]2·9H2O

## Получение
- Взаимодействие тетрацианоаурата(III) калия с нитратом кобальта(II):

{\displaystyle {\mathsf {2K[Au(CN)_{4}]+Co(NO_{3})_{2}\ {\xrightarrow {H_{2}O}}\ Co[Au(CN)_{4}]_{2}+2KNO_{3}}}}

## Свойства
Тетрацианоаурат(III) кобальта(II) образует оранжевые кристаллы. При нагревании до 150 °С гидрат теряет воду, а при 210 °С вещество разлагается.